# マクタン・マンダウエ橋
マクタン・マンダウエ橋（Mactan–Mandaue Bridge、正式名称：セルヒオ・オスメニャ橋（Sergio Osmeña Bridge））は、フィリピンにあるトラス橋。マクタン・セブ国際空港やビーチリゾートのあるマクタン島のラプ＝ラプ市と、セブ島のマンダウエ市とを結ぶ。セブ市を中心とするフィリピン第二の大都市圏メトロ・セブの交通網の一部をなす。マクタン海峡に架かる3本の橋の一つで、その他はマルセロ・フェルナン橋とセブ・コルドバ連絡高速道路（CCLEX）。オールドブリッジ、第一セブ・マクタンブリッジ（First Cebu-Mactan Bridge）とも呼ばれる。

## 歴史
1968年9月19日、セブ州知事のリーン・G・エスピナは、当時公共事業、運輸、通信の事務局長代理を務めており、橋の建設についてフェルディナンド・マルコス大統領と話し合うため、ダナオ市長のベアトリス・ドゥラーノ、サンボアン市長のベアトリス・カルデロン、マンダウエ市長のデメトリオ・コルテス、橋請負業者のS・C・シャンクアンとマラカニアン宮殿で会談した。 マンダウエが憲章都市として叙階されてから1年後の1970年に建設が始まり、1973年7月4日に開通した。橋はフィリピン人のエンジニアによって設計され、作成された。
2013年4月、マクタン・セブ橋管理委員会は、セブ近郊で生まれ、大統領とセブ知事を務めたセルヒオ・オスメニャに敬意を表し、橋の名前を「セルヒオ・オスメニャ橋」に改称した。

## 備考
歩行者用通路は橋の南側のみにしかない。 
橋はマクタン運河の北端に架かっており、約1.6 km北方にマルセロ・フェルナン橋が架かっている。